# جو سيستاك
جوزيف أمبروز سيستاك جونيور (بالإنجليزية: Joseph Ambrose Sestak Jr) (من مواليد 12 ديسمبر عام 1951)، سياسي أمريكي وضابط متقاعد في البحرية الأمريكية. وهو عضو في الحزب الديمقراطي في الولايات المتحدة، وعمل ممثلًا عن مقاطعة الكونغرس السابعة في بنسلفانيا في مجلس النواب الأميركي من عام 2007 حتى عام 2011، وكان المرشح الديمقراطي لمجلس الشيوخ الأمريكي عام 2010. وهو نائب الأدميرال من فئة ثلاث نجوم، وكان أعلى مسؤول عسكري مُنتَخَب على الإطلاق في الكونغرس الأمريكي في وقت انتخابه. كان مرشحًا عن الحزب الديمقراطي في الانتخابات الرئاسية التمهيدية للحزب الديمقراطي عام 2020، وأطلق حملته في 23 يونيو من عام 2019 وأنهاها في الأول من ديسمبر عام 2019، بعد تأييده إيمي كلوبوشار.
تخرَّج محققًا المرتبة الثانية في الأكاديمية البحرية للولايات المتحدة، وقد خدم سيستاك في البحرية الأمريكية لأكثر من 31 عامًا وترقى إلى رتبة أميرال من فئة ثلاث نجوم. عمل سيستاك أيضًا في منصب وزير الدفاع في مجلس الأمن القومي تحت قيادة الرئيس بيل كلينتون وتولَّى سلسلة من القيادات التنفيذية، بما في ذلك قيادة حاملة الطائرات يو إس إس جورج واشنطن (سي في إن - 73) أثناء العمليات القتالية في الخليج العربي والمحيط الهندي عام 2002.
انتُخِبَ سيستاك في مجلس النواب عام 2006 في مقاطعة متشددة للحزب الجمهوري، ثم أُعيد انتخابه عام 2008 بهامش 20%. لكنه رفض الترشح لإعادة انتخابه عام 2010، وبدلًا من ذلك ترشَّح لمجلس الشيوخ الأمريكي. في الانتخابات التمهيدية الديمقراطية، فاز سيستاك على السيناتور الحالي ارلين سبكتر بنسبة 54% إلى 46%، لكنه خسر الانتخابات العامة لصالح المرشح الجمهوري بات تومي في سباق متقارب. وقد سعى سيستاك إلى تجديد المباراة مع توومي في انتخابات عام 2016، لكنه خسر الانتخابات التمهيدية أمام كاتي ماكجينتي بفارق أقل من عشر نقاط فقط في الانتخابات التمهيدية الأقرب والأكثر تكلفة في مجلس الشيوخ لدورة عام 2016، في حين واجه معارضة شديدة من الديمقراطيين البارزين.
أصبح سيستاك بعد ذلك رئيسًا لرابطة فيرست غلوبال تشالينج، وهي مؤسسة غير ربحية تهدف إلى تعزيز توجه تعليم العلوم والتكنولوجيا والهندسة والرياضيات والتي جلبت فرق عمرية من 157 دولة إلى واشنطن العاصمة من أجل المشاركة في الألعاب الأوليمبية الافتتاحية الخاصة بالروبوتات.

## المواقف السياسية

### الإجهاض
يُعتبر سيستاك مؤيدًا لحركات حقوق الإجهاض بنسبة 100% بعد تصنيفه من قِبَل منظمة نارال و0% من قِبَل منظمة ناشيونال رايت تو لايف كوميتي. أيَّدت منظمة نارال سيستاك في حملته ضد سبيكتر في الانتخابات التمهيدية الديمقراطية لعام 2010 بسبب معارضة سيستاك لفرض حظر على الإجهاض الجزئي للولادة. في عام 2009، أُلغيت دعوة سيستاك لإلقاء كلمة في مدرسة مالفرن الإعدادية للكاثوليك بعد اعتراض الآباء على حضوره. ثم بدأت احتجاجات ضد إلغاء الدعوة من قِبَل العديد الذين سرعان ما نظموا إضرابًا عن الفصل الدراسي في اليوم المحدد للخطاب.

### الاقتصاد
يؤيد سيستاك القرار الصادر عن الكونغرس الأمريكي بتعويض تكاليف الإنفاق الجديد. وهو يؤيد أيضًا قانون توسيع التخفيضات الضريبية المفروضة على أبناء الطبقة المتوسطة، والسماح بانتهاء العمل بالتخفيضات الضريبية التي أقرَّها سابقًا الرئيس بوش. وقد صوَّت سيستاك أيضًا لصالح قانون الانتعاش وإعادة الاستثمار الأمريكي لعام 2009 وأيضًا قانون الحد الأدنى البديل لتخفيف الضرائب لعام 2008.

### التعليم
صوَّت سيستاك لصالح قانون بدء التشغيل السريع وقانون خفض التكاليف الجامعية. وقد حصل على تقييم مدى الحياة بنسبة 100% من الجمعية الوطنية للتعليم.